# Tunel wodny Päijänne

Mapa tunelu wodnego Päijänne:
1. Asikkalanselkä
2. Stacja dystrybucji wody Kalliomäki
3. Stacja pomp wody Korpimäki
4. Sztuczne jezioro Silvola

Tunel wodny Päijänne (fiń. Päijännetunneli) – tunel wodny położony w południowej Finlandii, drugi pod względem długości tunel tego typu na świecie (po akwedukcie Delaware w USA). Zapewnia wodę pitną i umożliwia produkcję energii elektrycznej.

## Specyfikacje

### Bieg tunelu
Tunel wydrążono w podłożu skalnym, od 30 do 100 metrów pod powierzchnią gruntu. Ma 120 kilometrów długości. 
Tunel dostarcza wodę pitną między innymi do Helsinek, Espoo, Vantaa, Hyvinkää, Järvenpää, Kirkkonummi czy Sipoo. Tunel rozpoczyna się w Asikkalanselkä, w jeziorze Päijänne, drugim co do wielkości jeziorze w Finlandii o powierzchni 1080 km². Dzięki naturalnemu spadkowi woda w tunelu spływa grawitacyjnie. Woda przy wlocie do tunelu ma na tyle dobrą jakość, że zwykle nadaje się do picia bez uzdatniania lub z niewielkim uzdatnieniem. Stała, utrzymująca się przez cały rok niska temperatura w tunelu zapewnia, że woda utrzymuje wysoką jakość podczas transportu. Tunel kończy się sztucznym zbiornikiem Silvola w Vantaa. Ze zbiornika o powierzchni 0,5 km² woda jest pompowana do stacji uzdatniania wody w Pitkäkoski i Vanhakaupunki.

Tunel ma przekrój 16 m² i umożliwia przepływ wody w ilości 10 m³ na sekundę. Przy obecnych wskaźnikach zużycia woda pobierana jest z prędkością około 3,1 m³ na sekundę przez stacje uzdatniania wody. Tunel może być wykorzystany jako awaryjna rezerwa wodna podczas przerw w dostawie wody.

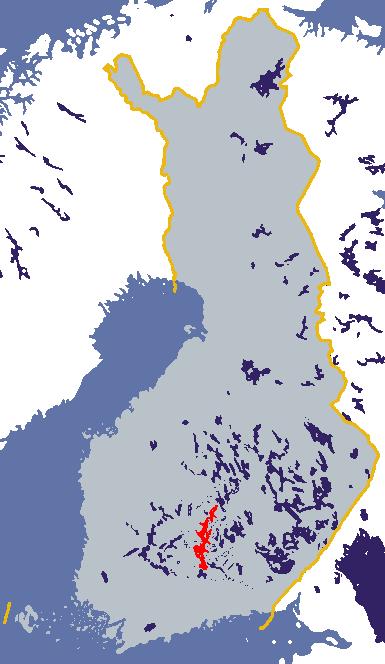
Położenie jeziora Päijänne w Finlandii

### Wykorzystanie elektryczne
Różnica wysokości między jeziorem Päijänne a sztucznym jeziorem Silvola jest wykorzystywana do produkcji około 7 milionów kilowatogodzin energii elektrycznej rocznie przez elektrownię wodną w Kalliomäki.

## Budowa
Budowę tunelu rozpoczęto w roku 1972, a zakończono w 1982. Kosztowała około 200 mln € (po uwzględnieniu inflacji). W latach 1999 i 2001 części tunelu wymagały naprawy z powodu osuwania się skał. W 2008 roku tunel przeszedł gruntowny remont; jego południowa część została wzmocniona w celu uniemożliwienia zawalenia się. Podczas renowacji, od 15 kwietnia do 31 grudnia 2008 roku, woda dla obszaru metropolitalnego Helsinek była dostarczana z rzeki Vantaa. Remont kosztował około 18 mln €, pracowało przy nim ponad 130 osób.